# 메드닌주

메드닌주의 위치

메드닌주(아랍어: ولاية مدنين)는 튀니지 남동부에 있는 주이다. 주도는 메드닌이며, 면적은 8,588km2, 인구는 433,000명(2004년)이다.